# Tvor
Tvor (lat. Mustela putorius) je životinjska vrsta iz porodice kuna, porijeklom iz zapadne Euroazije i Sjeverne Afrike.
Tvor je ponajviše tamnosmeđe boje, svjetliji ispod trbuha s tamnom maskom preko lica. Moguće su mutacije boje, uključujući i albino boju. U usporedbi s kunom zlaticom i lasicom, tvor ima kraće, kompaktnije tijelo i snažnije građenu lubanju i zube, te je manje pokretljiv.
Ne mari za teritorij, sa životinjama istog spola često dijeli prostor kretanja. Tvor je poligamna vrsta, a trudnoća se javlja neposredno nakon parenja, bez inducirane ovulacije. Ženka obično rađa u rano ljeto, a u leglu ima od pet do 10 mladunaca, koji se osamostale u dobi od dva do tri mjeseca.
Hrani se manjim glodavcima, pticama, vodozemcima i gmazovima.
Ljudi su ga pripitomili još u davna vremena, makar obično imaju negativno mišljenje o tvoru. Na Britanskom otočju progonili su ga lovočuvari, te je postao sinonim za promiskuitetnost u engleskoj književnosti.
Nije ugrožena vrsta zbog široke rasprostranjenosti.